# Aelurognathus
Aelurognathus era um Terapsídeo da familia Gorgonopsidae que viveu no Permiano.
Um predador sulafricano gorgonopsian, Aelurognathus é conhecido por ter dentes incisivos pequenos, algo que poderia significar que ele raspou a carne dos ossos em vez de arrancar sobre os ossos diretamente. Além disso, restos de uma dicynodont pensado para ter sido comido por um Aelurognathus mostra que ele foi puxado para além da parte traseira. Esta teria sido uma área menos óssea do que a frente, por isso novamente isso pode sugerir que Aelurognathus raspava a carne das carcaças ao invés de esmagá-los.